# Santa Catarina Ayometla
Santa Catarina Ayometla es una localidad del estado mexicano de Tlaxcala. Es cabecera del municipio de Santa Catarina Ayometla.

## Demografía
| Censo | Población |
| ----- | --------- |
| 1995  | 6998      |
| 2000  | 6997      |
| 2005  | 7306      |
| 2010  | 7992      |
| 2020  | 9458      |